# Deutschland Cup 2018
29. edycja Deutschland Cup – rozegrana została pomiędzy 8 a 11 listopada 2018 roku w Krefeld w hali König Palast. Zgodnie z tradycją, w turnieju wzięły udział cztery zespoły. Organizatorem turnieju była niemiecka federacja hokejowa, Deutscher Eishockey-Bund (DEB).
Tytuł z poprzedniej edycji obronili Rosjanie. Drugie miejsce zajęła ekipa Szwajcarii, wyprzedzając trzecią w tabeli kadrę Słowacji. Ostatnie miejsce zajęła reprezentacja gospodarzy.

## Wyniki
| 8 listopada 2018 | Słowacja | 2:3 | Szwajcaria | König Palast, Krefeld |

| Szczegóły      | Szczegóły                                 | Szczegóły       | Szczegóły                                                    | Szczegóły |
| -------------- | ----------------------------------------- | --------------- | ------------------------------------------------------------ | --- |
| Godzina: 15:30 | D. Bondra (EQ) 01:54 M. Haščák (PP) 42:50 | (1:0, 0:2, 1:1) | 29:03 (EQ) D. Simion 37:53 (EQ) N. Rod 47:54 (EQ) I. Pestoni | Widzów: 4 220 Sędzia główny: Marc Iwert Andre Schrader Sędziowie liniowi: Denis Kyei Niemako Joep Leermakers |
| Godzina: 15:30 | 8 min. kar                                |                 | 6 min. kar                                                   | Widzów: 4 220 Sędzia główny: Marc Iwert Andre Schrader Sędziowie liniowi: Denis Kyei Niemako Joep Leermakers |

| 8 listopada 2018 | Niemcy | 3:4 pd. | Rosja | König Palast, Krefeld |

| Szczegóły      | Szczegóły                                                       | Szczegóły            | Szczegóły                                                                                 | Szczegóły |
| -------------- | --------------------------------------------------------------- | -------------------- | ----------------------------------------------------------------------------------------- | --- |
| Godzina: 19:00 | L. Pföderl (PP) 20:53 L. Pföderl (PP) 28:05 F. Mauer (EQ) 39:38 | (0:1, 3:1, 0:1, 0:1) | 16:08 (EQ) N. Demidow 23:50 (EQ) D. Judin 50:17 (EQ) A. Czibisow 60:22 (EQ) A. Ziemczonok | Widzów: 4 180 Sędzia główny: Lasse Kopitz Gordon Schukies Sędziowie liniowi: Andreas Kowert Robert Schelewski |
| Godzina: 19:00 | 6 min. kar                                                      |                      | 8 min. kar                                                                                | Widzów: 4 180 Sędzia główny: Lasse Kopitz Gordon Schukies Sędziowie liniowi: Andreas Kowert Robert Schelewski |

| 10 listopada 2018 | Niemcy | 3:4 pk. | Szwajcaria | König Palast, Krefeld |

| Szczegóły      | Szczegóły                                                          | Szczegóły                 | Szczegóły                                                                     | Szczegóły                                                                                           |
| -------------- | ------------------------------------------------------------------ | ------------------------- | ----------------------------------------------------------------------------- | --------------------------------------------------------------------------------------------------- |
| Godzina: 13:30 | L. Pföderl (PP) 01:27 L. Bergmann (EQ) 51:32 M. Noebels (EA) 59:19 | (1:2, 0:1, 2:0, 0:0, 0:1) | 02:20 (EQ) Y. Herren 09:09 (EQ) N. Rod 28:03 (EQ) N. Rod 65:00 (SO) Y. Herren | Widzów: 6 113 Sędzia główny: Stefan Bauer Benjamin Hoppe Sędziowie liniowi: Maxim Cepik Jakub Klima |
| Godzina: 13:30 | 8 min. kar                                                         |                           | 8 min. kar                                                                    | Widzów: 6 113 Sędzia główny: Stefan Bauer Benjamin Hoppe Sędziowie liniowi: Maxim Cepik Jakub Klima |

| 10 listopada 2018 | Rosja | 2:1 | Słowacja | König Palast, Krefeld |

| Szczegóły      | Szczegóły                                    | Szczegóły       | Szczegóły            | Szczegóły |
| -------------- | -------------------------------------------- | --------------- | -------------------- | --- |
| Godzina: 17:00 | N. Michajłow (EQ) 13:50 K. Okułow (PP) 41:05 | (1:1, 0:0, 1:0) | 08:10 (EQ) A. Kudrna | Widzów: 6 207 Sędzia główny: Sirko Hunnius Daniel Kannengiesser Sędziowie liniowi: Wayne Gerth Patrick Laguzov |
| Godzina: 17:00 | 8 min. kar                                   |                 | 14 min. kar          | Widzów: 6 207 Sędzia główny: Sirko Hunnius Daniel Kannengiesser Sędziowie liniowi: Wayne Gerth Patrick Laguzov |

| 11 listopada 2018 | Szwajcaria | 2:4 | Rosja | König Palast, Krefeld |

| Szczegóły      | Szczegóły                                    | Szczegóły       | Szczegóły                                                                                | Szczegóły                                                                                               |
| -------------- | -------------------------------------------- | --------------- | ---------------------------------------------------------------------------------------- | --- |
| Godzina: 11:00 | R. Karrer (PP) 11:54 Ch. Bertschy (EQ) 17:05 | (2:1, 0:1, 0:2) | 02:11 (PP) D. Iljin 31:16 (EQ) A. Ziemczonok 43:20 (PP) R. Abrosimow 51:38 (EQ) D. Judin | Widzów: 3 665 Sędzia główny: Stefan Bauer Andre Schrader Sędziowie liniowi: Jakub Klima Patrick Laguzov |
| Godzina: 11:00 | 41 min. kar                                  |                 | 45 min. kar                                                                              | Widzów: 3 665 Sędzia główny: Stefan Bauer Andre Schrader Sędziowie liniowi: Jakub Klima Patrick Laguzov |

| 11 listopada 2018 | Niemcy | 0:2 | Słowacja | König Palast, Krefeld |

| Szczegóły      | Szczegóły  | Szczegóły       | Szczegóły                                | Szczegóły                                                                                            |
| -------------- | ---------- | --------------- | ---------------------------------------- | --- |
| Godzina: 14:30 |            | (0:0, 0:0, 0:2) | 54:37 (EQ) M. Haščák 55:01 (EQ) R. Puliš | Widzów: 4 295 Sędzia główny: Benjamin Hoppe Sirko Hunnius Sędziowie liniowi: Maxim Cepik Wayne Gerth |
| Godzina: 14:30 | 8 min. kar |                 | 8 min. kar                               | Widzów: 4 295 Sędzia główny: Benjamin Hoppe Sirko Hunnius Sędziowie liniowi: Maxim Cepik Wayne Gerth |

## Tabela
| Poz. | Zespół     | M | Pkt | Z | WpD | PpD | P | G+ | G- | +/- |
| ---- | ---------- | - | --- | - | --- | --- | - | -- | -- | --- |
| 1.   | Rosja      | 3 | 8   | 2 | 1   | 0   | 0 | 10 | 6  | +4  |
| 2.   | Szwajcaria | 3 | 5   | 2 | 1   | 0   | 1 | 9  | 9  | 0   |
| 3.   | Słowacja   | 3 | 3   | 1 | 0   | 0   | 2 | 5  | 5  | 0   |
| 4.   | Niemcy     | 3 | 2   | 0 | 0   | 2   | 1 | 6  | 10 | -4  |